# عصام كامل السالم
عصام كامل عبد الرحمن السالم (10 يونيو 1938 - 5 سبتمبر 1993) سياسي ودبلوماسي وأكاديمي فلسطيني، ولد بقرية كفر زيباد في محافظة طولكرم الفلسطينية، يحمل الدكتوراه في القانون الدولي، وهو سفير فلسطين لدى عددٍ من دول العالم، ويعد من مؤسسي الدبلوماسية الفلسطينية، وقد لعب دورًا هامًا خلال التحضير لمؤتمر مدريد عام 1991.

## نشأته
ولد عصام كامل عبد الرحمن السالم بتاريخ 10 يونيو 1938 في قرية كفر زيباد بمحافظة طولكرم في الضفة الغربية. بعد أن أنهى الثانوية العامة توجه إلى الأردن، ومن ثم إلى الكويت حيث عمل فيها معلمًا لمدة أربع سنوات. توجه بعد ذلك إلى إسبانيا لإكمال دراسته الجامعية، حيث درس الاقتصاد والعلوم السياسية، وبعد تخرجه واصل دراسته العليا حيث حصل على درجة الماجستير، ثم حصل على الدكتوراة في القانون الدولي عام 1973.

## حياته الشخصية
متزوج وله خمسة أبناء.

## حياته السياسية والدبلوماسية
شغل عصام كامل منصب ممثل منظمة التحرير الفلسطينية في جامعة الدول العربية عام 1974 وحتى عام 1975، ثم سفيراً لفلسطين لدى كوبا عام 1975 وحتى 1980، وسفيراً لدى ألمانيا الشرقية عام 1980 وحتى 1990، ثم سفيراً لدى إسبانيا منذ 13 يوليو 1990 وحتى وفاته بتاريخ 5 سبتمبر 1993. وخلال توليه منصب سفير فلسطين في إسبانيا، لعب دوراً هامًا في التحضير لمؤتمر مدريد عام 1991، وقد كان منزله في مدريد مركزاً لوفد فلسطين المشارك في المفاوضات، وشارك مع الوفد الفلسطيني في المباحثات.
كما شغل عصام كامل على مدار سنوات عديدة منصب عضو في الوفد الدائم لمنظمة التحرير الفلسطينية في الأمم المتحدة.

## وفاته
توفي عصام كامل بتاريخ 5 سبتمبر 1993 في العاصمة الإسبانية مدريد، أي قبل أيام قليلة معدودة فقط من توقيع اتفاقية أوسلو، وقد نقل جثمانه ليدفن في مسقط رأسه كفر زيباد في محافظة طولكرم، وشارك الآلاف في جنازته، ويعد عصام كامل أول مسؤول فلسطيني في المنفى يدفن في فلسطين.

## أوسمة
في 26 نوفمبر 2013، منح الرئيس الفلسطيني محمود عباس عصام كامل وسام الاستحقاق والتميز تقديراً لمسيرته النضالية.